# IC 2503
IC 2503 је спирална галаксија у сазвјежђу Мали лав која се налази на листи објеката дубоког неба у Индекс каталогу.
Деклинација објекта је + 35° 12' 23" а ректасцензија 9h 43m 15,9s. Привидна величина (магнитуда) објекта IC 2503 износи 15,5 а фотографска магнитуда 16,5. IC 2503 је још познат и под ознакама KUG 0940+354, PGC 82517.